# 吕在模
吕在模（1954年11月16日—），男，山东乳山人，中华人民共和国政治人物。中共山东省委党校干部专修科毕业，大学专科学历。因受贿、挪用等经济问题，已被“双开”。

## 生平
1972年加入中国共产党。历任共青团烟台市委书记；中共烟台市福山区委副书记、代区长、区长、区委书记，烟台市委副书记、副市长，济宁市委书记、代市长、市长；山东省对外贸易经济合作厅副厅长、厅长等职。2009年山东省政府机构改革后，任山东省商务厅厅长。2013年1月任山东省人大常委会民族侨务外事委员会主任委员。2014年7月涉嫌严重违纪违法，接受组织调查。
2015年1月25日，山东省纪委监察厅对山东省人大常委、民族外事侨务委员会主任委员，省商务厅原党组书记、厅长吕在模涉嫌严重违纪问题立案审查。吕在模因利用职务便利收受贿赂，挪用、贪污公款；非法占有和受礼而受到开除党籍、开除公职处分；其涉嫌犯罪问题及线索被移送司法机关处理。
2017年9月26日，淄博市中级人民法院公开宣判吕在模受贿、贪污、挪用公款一案，吕在模因受贿罪、贪污罪、挪用公款罪数罪并罚，被判处有期徒刑十四年，并处罚金人民币六十万元。扣押在案的受贿所得及相关财物予以没收，上缴国库。检方指控吕在模自1993年至2014年利用担任烟台市福山区区长、区委书记、烟台市委副书记、副市长、济宁市委副书记、市长、山东省对外贸易经济合作厅厅长、山东省商务厅厅长等职务上的便利，为有关单位和个人在职务晋升、承揽项目、土地开发、协调贷款、招商引资、安排亲属工作等方面提供帮助，非法收受上述单位和个人财物，共计折合人民币428.600931万元。